# Aboubakar Keita
Aboubakar Keita, född 5 november 1997, är en ivoriansk fotbollsspelare som spelar för ungerska klubben Nemzeti Bajnokság i OTG Bank Liga.

## Karriär
Keitas moderklubb är ATM Atobo. I november 2015 värvades Keita av danska FC Köpenhamn och i januari 2016 flyttades han upp i A-laget. Den 13 mars 2016 debuterade Keita i Superligaen i en 6–2-vinst över AaB, där han blev inbytt i den 83:e minuten mot William Kvist.
I mars 2017 lånades Keita ut till Halmstads BK på ett tre månaders låneavtal. Den 9 april 2017 debuterade Keita i Allsvenskan i en 2–2-match mot Jönköpings Södra. I juni 2017 förlängdes kontraktet över resten av säsongen.